# Ranitomeya viridis
Ranitomeya viridis är en groddjursart som först beskrevs av Myers och Daly 1976.  Ranitomeya viridis ingår i släktet Ranitomeya och familjen pilgiftsgrodor. IUCN kategoriserar arten globalt som sårbar. Inga underarter finns listade i Catalogue of Life.